# Nathanael Herreshoff
Nathanael Herreshoff est un architecte naval américain, né le 18 mars 1848 à Bristol (Rhode Island) et décédé en 1938. Il révolutionne la conception des yachts et conçoit et produit une succession de voiliers invaincus à la Coupe de l'America entre 1893 et 1920. 

## Biographie
Nathanael Herreshoff obtient un diplôme d'ingénieur en mécanique du Massachusetts Institute of Technology en 1870.
Il commence sa carrière comme ingénieur en machine à vapeur à Providence à la Corliss Steam Engine Company . Entre autres, il y supervise la Corliss Stationary Engine, une dynamo de 12 mètres de haut et 1400 cv qui fournit l'énergie pour les 53 hectares de l'exposition du Centenaire, en 1876, à Philadelphie. En 1888, un accident se produit alors qu'il supervise des essais de vitesse d'un bateau à vapeur de 42 mètres, le Say When. Une vanne de sureté saute et Herreshoff décide de la visser pour permettre au bateau de réaliser la vitesse prévue. Mais le moteur explose, provoquant la mort d'un des membres de l'équipage. Herreshoff perd sa licence d'ingénieur en moteur à vapeur.
Dans les années 1890, Herreshoff s'oriente vers la conception de yachts à voile. Son frère, John Brown Herreshoff, devenu aveugle à 14 ans devint directeur des opérations de la Herreshoff Manufacturing Company, un chantier naval de Bristol qu'il dirige avec son frère. La société fabrique les premiers torpilleurs pour l'US Navy et lance et motorise des bateaux. Mais ils sont plus connus pour leur voiliers et leur yachts dont l'élégance extrême. Les coques sont construites à l'envers avec un moule pour armature et le matériau le plus léger disponible. Les chantiers fournissent alors l'élite américaine : Jay Gould, William Randolph Hearst, John Pierpont Morgan, les Vanderbilt, Harry Payne Whitney et autres grandes fortunes.
Herreshoff conçoit et construit alors une grande variété d'embarcations, du Doughdish ou Bullseye class, un petit voilier pour l'entrainement des enfants des yachtsmen, au New York 30 class ("30" fait référence à la longueur de flottaison), et jusqu'au 143 pieds (44 m) de la coupe de l'America, le Reliance, avec une voile de 1 600 m2. Le 123 pieds (37 m) Defender était tout aussi déroutant à cause de sa conception extrême. Il avait une structure en acier, un placage de bronze jusqu'à la ligne de flottaison puis la partie haute en aluminium. Comme on pouvait s'y attendre, une fois placé dans l'eau salée de l'océan, la corrosion galvanique fut immédiate. Le bateau avait gagné la course mais se dissolvait. Il ne dura que quelques mois. 
Plusieurs parmi les plus de 2 000 navires conçus par le « magicien de Bristol » eurent un meilleur sort et ces navires sont aujourd'hui fortement prisés des connaisseurs. Les Herreshoff S-Class sailboats, conçu en 1919 et construit jusqu'en 1941, courent toujours dans la baie de Narragansett, celle de Buzzards ou dans le Western Long Island Sound (Larchmont (New York).
L'emplacement du chantier est devenu le Herreshoff Marine Museum depuis 1971.

## Bateaux de la Coupe de l'America

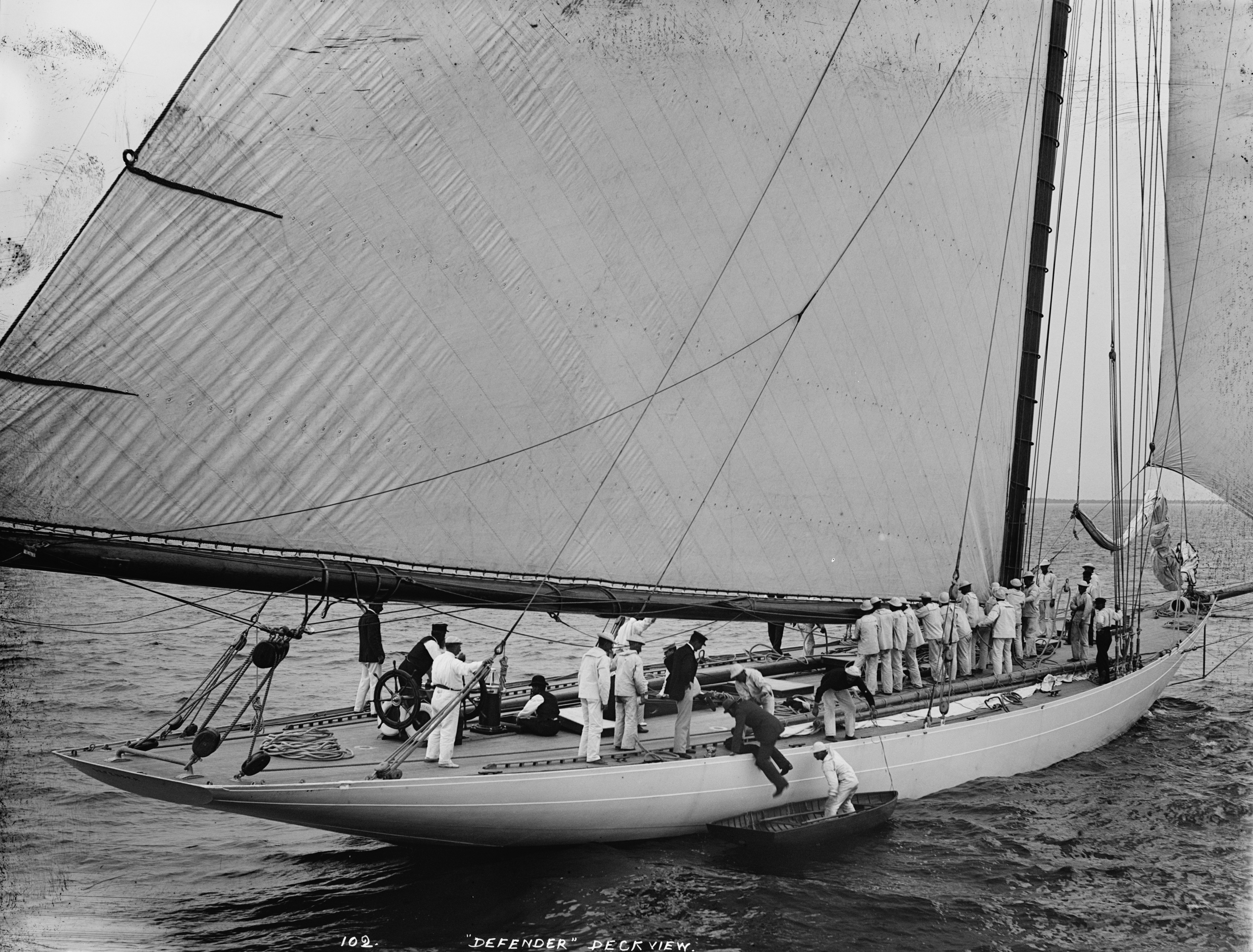
"Defender," le vainqueur de la Coupe de l'America 1895

- Vigilant, 1893 avec Herreshoff à la barre.
- Defender, 1895 barré par Henry "Hank" Coleman Haff.
- Columbia, 1899 & 1901, 39m92, 1 200 m2 de toile, barré par Charlie Barr.
- Reliance, 1903 un géant de 43 m, 1 500 m2 de toile, toujours barré par Charlie Barr.
- Resolute, 1920 barré par Charles Francis Adams.

## Autres bateaux
- Mariette, (1912)

## Innovations
Non exhaustif
- le catamaran de course, avec Amaryllis en 1876[1]
- Quille profilée, quille à bulbe
- Mât en aluminium
- Rail de grand-voile

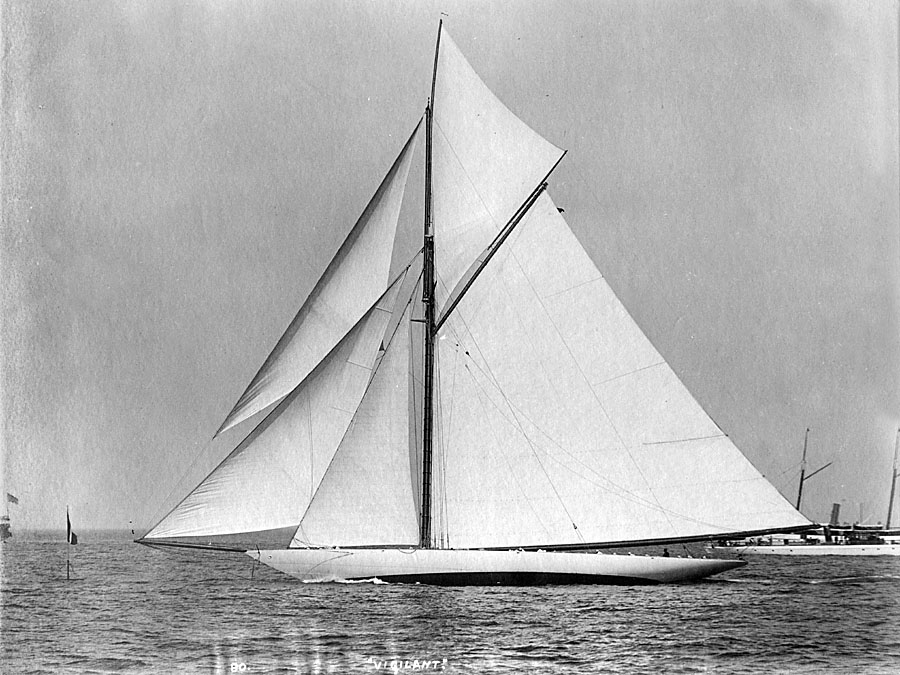
Vigilant (1893)
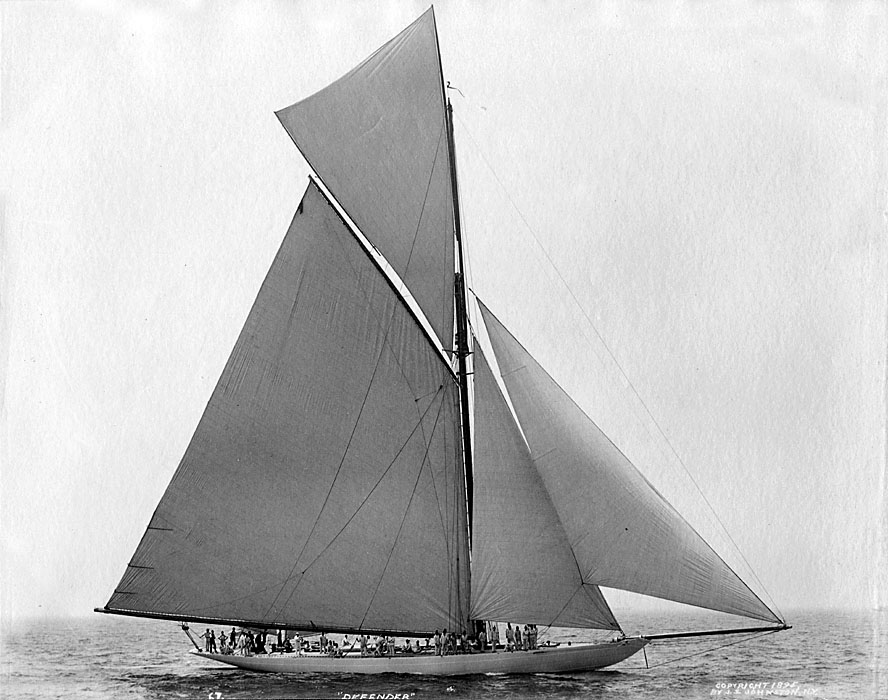
Defender (1895)
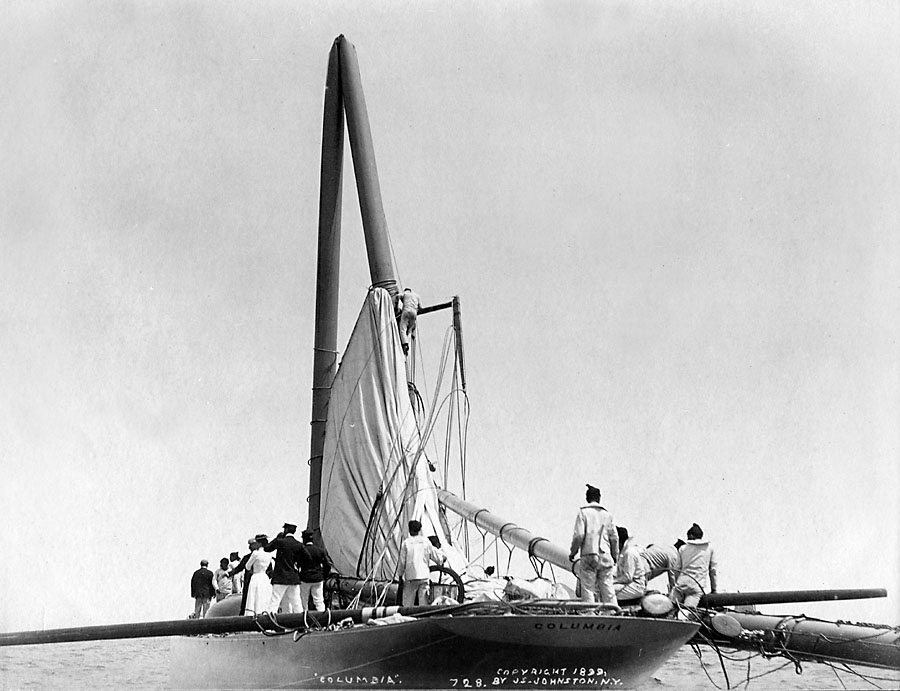
Columbia démate (1899)
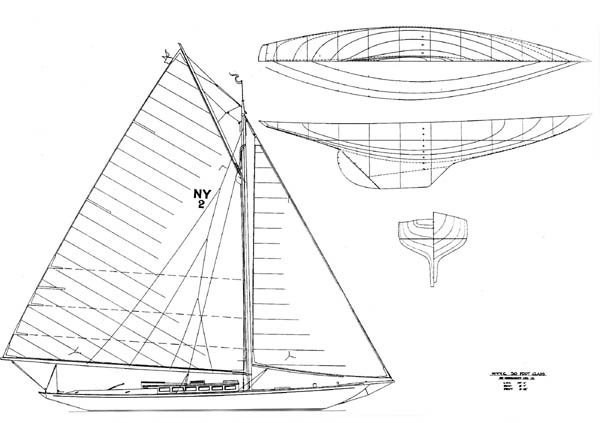
Classe New York 30 (1906 –
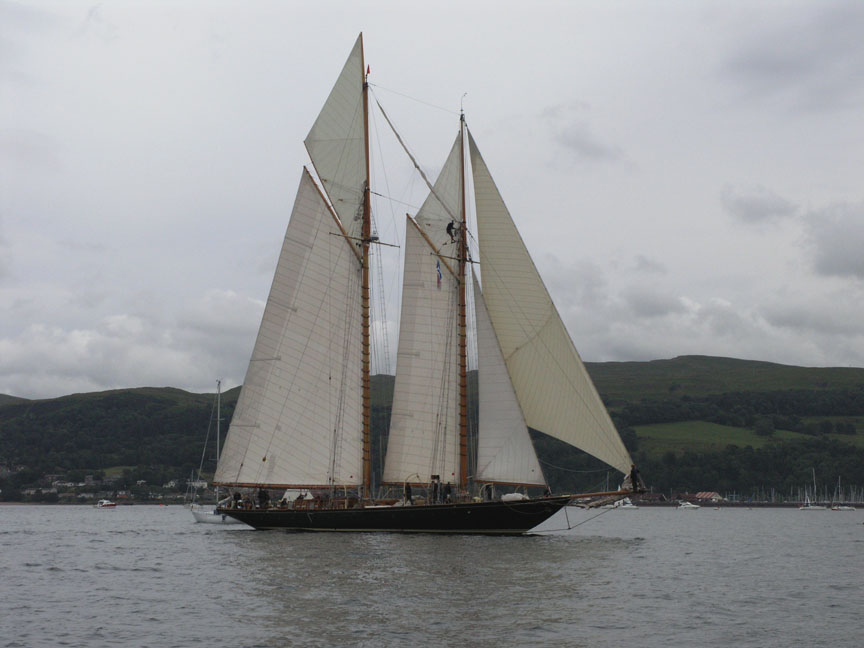
goélette Mariette (1915)